# Sunwal
Sunwal (en nepalí: सुनवल)  es una municipalidad en el distrito de Nawalparasi, Nepal. Fue nombrada municipalidad en 2011 luego de combinar dos comités de desarrollo; Sunwal y Swathi. Es uno de los centros urbanos de mayor crecimiento en Nepal y una de las municipalidades más prósperas económicamente del distrito de Nawalparasi.

## Demografía

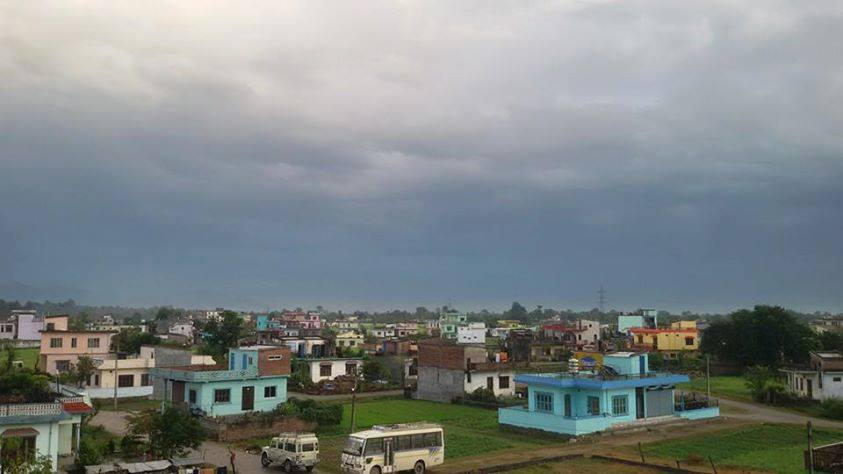
Vista de uno de los asentamientos en Sunwal

En el momento del censo de Nepal del 2011, la ciudad tenía una población de 39.846 viviendo en 8.639 hogares. Luego de la fusión de los dos mencionados comités de desarrollo, la población de la municipalidad pasó a ser de más de 60.000 personas, la mayor de todo el distrito. Swathi tenía una población de 10.629 personas en 2.102 hogares en el momento del censo de 2011.
En Sunwal conviven personas de diferentes grupos étnicos y castas; éstas incluyen inmigrantes Pahari provenientes de distritos como Palpa, Arghakhanchi, Parbat, Gulmi, Syangja, además de descendientes de habitantes de la región Terai. También hay budistas y musulmanes. La convivencia entre la población de Sunwal es buena, lo que se puede comprobar en las festividades que se realizan de manera anual.
El nepalí y el inglés son los idiomas más comunes en Sunwal. Las tribus Gurung, Magar, Newar y Tharu hablan su idioma nativo en su comunidad. El inglés no es muy utilizado; sin embargo, la población joven puede comunicarse sin problema en este idioma.

## Economía
La economía en Sunwal se basa en el intercambio, los servicios y la industria. Existen muchos mercados que comercializan productos de China e India. Además de centros de comercio modernos, existen mercados tradicionales llamados Haat Bazar. Usualmente, este tipo de mercados es usado por los granjeros para vender sus productos directamente.
La industria azucarera de Lumbini, una de las empresas azucareras más grandes del país, tiene su sede en la ciudad. El lugar se ha convertido en un sitio obligado de turistas y estudiantes de la región. También se encuentran en la ciudad fábricas como Laxmi Steels Factory y Butwal Cement Industry, además de tres destilerías.
Los servicios se centran en los ámbitos educativos y bancarios. A raíz del crecimiento en la población, el sector de servicios ha tenido que enfocarse en estas actividades. Cerca de una docena de entidades bancarias y financieras se han establecido en la ciudad.
El sector turístico también ha evolucionado en los últimos años, al convertirse Sunwal en un área de conexión entre destinos turísticos del país como Ramagrama stupa, Triveni, Tansen, Kapilvastu y Lumbini. Sunwal es la puerta de entrada para otros sitios como Butwal, Ramgram y Bharatpur.

## Transporte
El aeropuerto Gautam Buddha, ubicado en Siddharthanagar, es el terminal aéreo más cercano a Sunwal conectando con Katmandú. Cuenta con vuelos regulares hacia la capital. Sin embargo, los buses son el principal medio de transporte de la ciudad.

## Educación

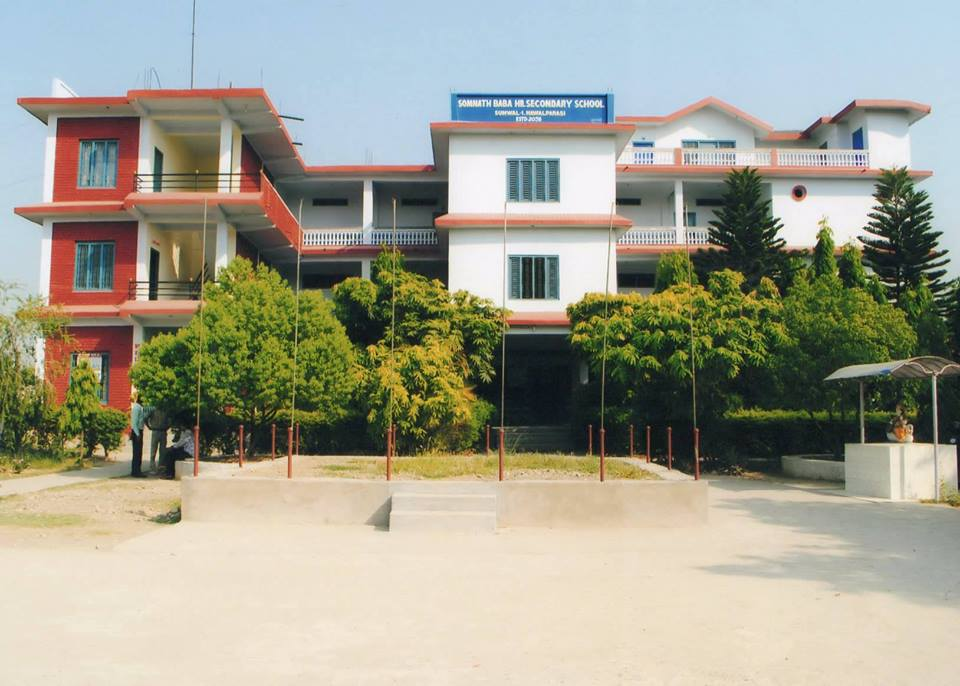
Vista frontal del campus Somnath Baba

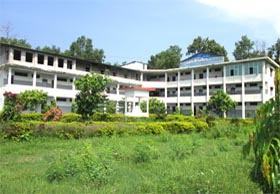
Vista frontal del campus Mahakavi Devkota

La ciudad cuenta con varias instituciones educativas básicas, secundarias y universitarias. Sus instituciones más importantes son:
Secundarias
- Escuela Mahakabi Devkota
- Escuela Lumbini
- Escuela Somnath Baba
- Escuela Sakura
- Escuela Janasewa

Colegios
- Campus Mahakavi Devkota
- Campus Somnath Baba

## Lugares de interés
- Mahalpokhari

Mahalpokhari es una región localizada a 11 kilómetros al norte de Sunwal, limitando con el distrito de Palpa y el de Nawalparasi. Existe un templo en la cima de una de las montañas desde donde se puede obtener una vista de Sunwal, Devdaha, Palpa, Bardaghat y Parasi.
- Pueblo de Belayari

Belayari es una pequeña comunidad magar ubicada a 3 kilómetros del centro de Sunwal. Su arquitectura es su mayor atractivo turístico, ya que en su mayoría conserva el estilo arquitectónico de los primeros habitantes del Distrito de Mustang.
- Templo Somnath Baba

Es un templo de Shiva localizado en el Naduwa Tol donde la gente de varias localidades se dirige a rendir tributo a la deidad.